# Tivoli Neu
Tivoli Neu je stadion u Innsbrucku, u Austriji. Nasljednik je stadiona Tivoli koji je zatvoren 2004. Nakon njegova zatvaranja započela je rekonstrukcija, koja je bila nužna zbog Europskog nogometnog prvenstva 2008. Kapacitet stadiona isprva je bio 17 400 mjesta, ali je za vrijeme rekonstrukcije obnovljen i povećan, tako da danas ima 30 000 mjesta. 30 milijuna € je bilo potrošeno za obnovu ovoga stadiona. Na stadionu Tivoli Neu svoje domaće utakmice igra Wacker Innsbruck.